# Illapel
Illapel este un oraș și comună din provincia Choapa, regiunea Coquimbo, Chile, cu o populație de 30.074 locuitori (2012) și o suprafață de 2629,1 km2.